# Centro Esportivo Miécimo da Silva

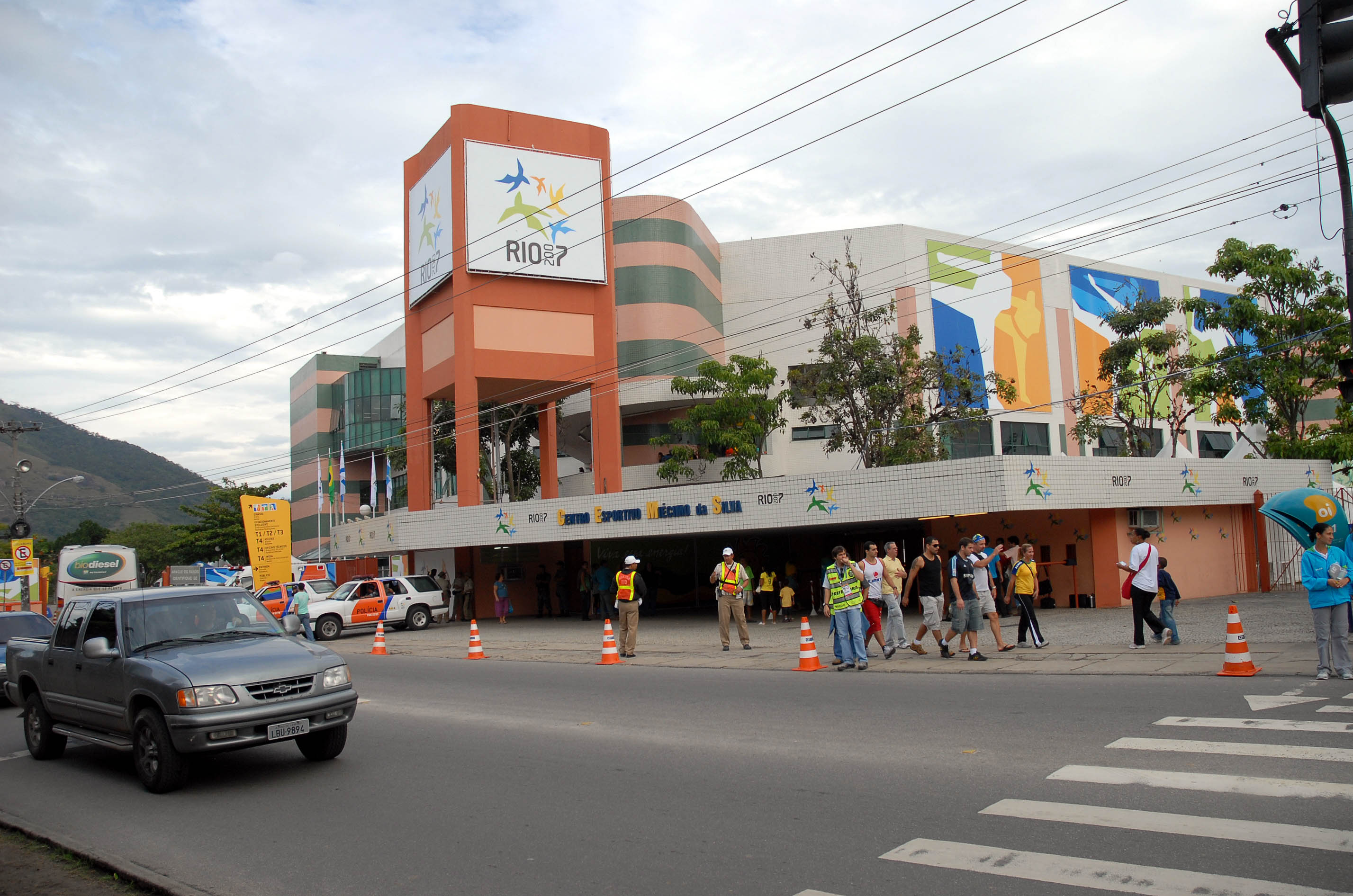
Exterior do Complexo Miécimo da Silva.

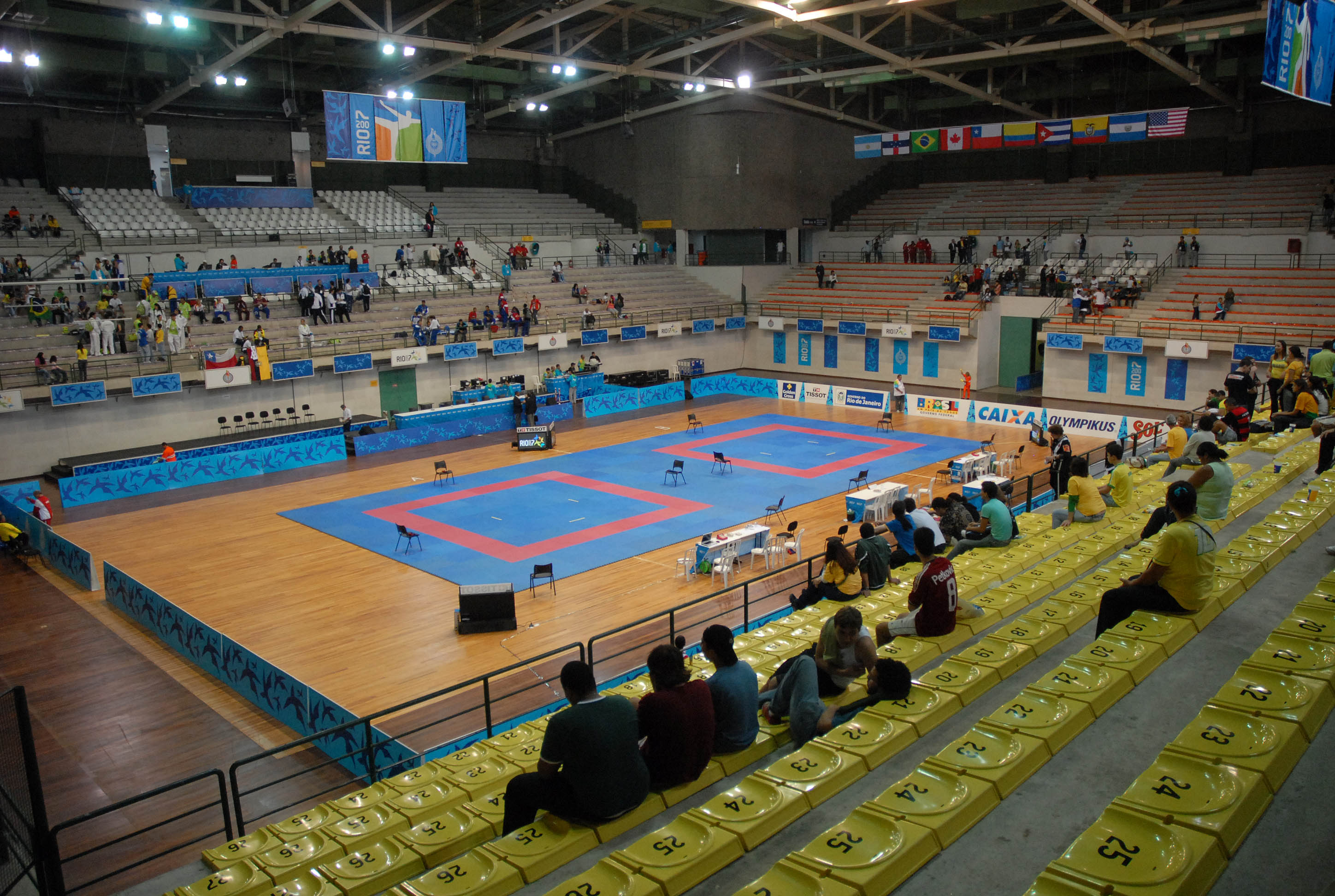
Caratê durante os Jogos Pan-americanos de 2007.

Centro Esportivo Miécimo da Silva é um complexo esportivo no bairro de Campo Grande no Rio de Janeiro. Inaugurado em 1982, o Miécimo tornou-se referência em eventos esportivos nacionais e internacionais a partir de 2003, quando sediou o Campeonato Sul-Americano de Vôlei. Na disputa, o Brasil conquistou seu 24.º título sul-americano, com a mesma equipe que levaria o ouro nos Jogos Olímpicos de Atenas. No ano seguinte, foi a vez do GP de Atletismo, evento que reuniu 160 atletas de 32 países.
Na época, a Prefeitura do Rio investiu na reforma da pista para obter a homologação da Associação Internacional das Federações de Atletismo. Com isso, o Miécimo tornou-se em 2004 o único centro esportivo da Cidade e o terceiro do país certificado para sediar competições internacionais.
Ainda em 2004, o complexo recebeu os melhores nadadores do mundo para a última etapa da Copa do Mundo de Natação e sediou o XVI Aberto do Brasil de Tênis de Mesa, evento que reuniu os melhores atletas dessa modalidade esportiva. O centro esportivo de Campo Grande sediou a Copa do Mundo de Ginástica e os Jogos Mundiais em Cadeira de Rodas & Amputados, em setembro de 2005.
Para abrigar competições do Pan Rio 2007, a Prefeitura investiu R$ 2.464.835,15 em melhorias no Miécimo. As modificações, previstas em projeto do Comitê Organizador (CO-Rio), incluíram plantio de grama tipo tispon no campo de futebol, modernização da pista de atletismo, troca de refletores, reforma dos vestiários, com instalação de chuveiros elétricos, reforma da pista interna de atletismo para aquecimento e pintura das instalações.
Na quadra central, local das provas de patins, caratê e squash, foi colocado piso de madeira flutuante. O estádio de futebol, já com o novo placar eletrônico instalado, terá as arquibancadas ampliadas para receber até 2 mil espectadores. As arquibancadas do Ginásio Algodão foram pintadas nas cores laranja, amarelo, vermelho e lilás. O projeto prevê também a instalação de banheiros químicos, tendas, mobiliário e comunicação visual.
Após o Pan, o complexo sofria com abandono, tendo buracos na pista de atletismo e placares que não funcionavam por cabos roubados. Por volta de 2017, a gerência tinha conseguido apenas pintar a arquibancada e restaurar o gramado para uso em competições locais. Somente em 2023 as instalações de atletismo foram revitalizadas. Em 2021, o local recebia 2500 pessoas por mês.